# Guilherme Lazaroni
Guilherme Henrique dos Reis Lazaroni, mais conhecido como Guilherme Lazaroni (Rio Claro, 18 de novembro de 1992), é um futebolista brasileiro que atua como lateral-esquerdo. Atualmente está no Hercílio Luz.

## Carreira

### Figueirense
Nascido em Rio Claro, São Paulo, Guilherme Lazaroni começou sua trajetória passando nas categorias de base do São Carlos, do Noroeste e chegando ao Figueirense em 2008. Em uma peneira com 40 candidatos, o garoto de 15 anos chamou a atenção do então treinador das categorias de base do Figueirense, Hemerson Maria. Logo em seguida, em 2012, foi promovido ao profissional do clube catarinense. Antes de ser lateral-esquerdo, era um meio-campista, mas procurou se adaptar com a nova posição.
Fez sua estreia em 28 de julho de 2012, entrando como substituto em uma derrota fora de casa por 1 a 0 para o Botafogo, pela Série A de 2012. Na sua primeira passagem pelo Figueirense, Guilherme Lazaroni fez 12 partidas e marcou nenhum gol.

### Tombense
Em 24 de janeiro de 2013, Guilherme Lazaroni foi emprestado ao Tombense, com a intenção de ganhar mais experiência. Fez sua primeira partida em 6 de fevereiro, quando sua equipe foi derrotada em casa por 2 a 1 para o Atlético Mineiro, pelo Campeonato Mineiro de 2013. Fez seu primeiro gol profissional em 17 de fevereiro, quando sua equipe venceu em casa por 2 a 1 o América de Teófilo Otoni.
Pelo Tombense, fez 11 partidas e marcou apenas um gol.

### Fortaleza
Em 16 de maio de 2013, Guilherme Lazaroni foi emprestado ao Fortaleza, por um contrato até o final da temporada. Sua estreia aconteceu em 13 de junho, entrando como substituto em uma vitória fora de casa por 2 a 0 em cima do Rio Branco, pela Série C de 2013.
Pelo Fortaleza, Guilherme Lazaroni fez apenas 6 partidas e marcou nenhum gol.

### Retorno ao Figueirense
Para a temporada de 2014, Lazaroni retornou ao Figueirense, procurando aproveitar oportunidades com o técnico Vinícius Eutrópio. Seu retorno aconteceu em 22 de março, entrando como substituto em uma vitória em casa por 2 a 1 sobre o Metropolitano, pelo Campeonato Catarinense de 2014.
No seu retorno, Lazaroni fez apenas 10 partidas e marcou nenhum gol, além de participar da equipe que foi campeã do Campeonato Catarinense de 2014.

### Portimonense
Em 30 de janeiro de 2015, Guilherme Lazaroni acertou um contrato de empréstimo com o clube português Portimonense, acertando o contrato de empréstimo até o final da temporada. Fazendo sua estreia em 14 de fevereiro, começando de titular em uma vitória em casa por 1 a 0 sobre o União da Madeira, pela Segunda Liga de 2014–15.
Fez, no total, 10 partidas e marcou nenhum gol.

### Linense
Em 2016, foi anunciado o empréstimo de Guilherme Lazaroni ao Linense. Sua estreia aconteceu em 31 de janeiro, começando como titular quando sua equipe empatou em casa por 2 a 2 contra o Grêmio Novorizontino, pelo Campeonato Paulista de 2016.
Pelo Linense, fez apenas 6 partidas e marcando nenhum gol. Sua equipe não avançou para a fase final do Campeonato Paulista de 2016, mas também evitou o rebaixamento da equipe na competição estadual. Retornou ao Figueirense em 12 de abril, após não receber muitas oportunidades no clube paulista.

### Red Bull Brasil
Em 23 de junho de 2016, Guilherme Lazaroni foi emprestado ao Red Bull Brasil, com o contrato até o final do Campeonato Paulista de 2017. Sua primeira partida aconteceu em 7 de julho, entrando como titular em um empate fora de casa por 0 a 0 contra o São Paulo, pela Copa Paulista de 2016. Seu primeiro gol aconteceu em 16 de outubro, quando sua equipe foi derrotada em casa por 3 a 1 para o Nacional-SP, marcando o único gol da equipe no jogo.
No total, fez 16 partidas e marcou dois gols.

### Segundo retorno ao Figueirense
Em 26 de maio de 2017, Guilherme Lazaroni retornou ao Figueirense, depois de muitos empréstimos. Sua primeira partida após seu retorno aconteceu em 16 de junho, entrando como substituto em uma derrota fora de casa por 1 a 0 para o Paraná, pela Série B de 2017.
Durante sua terceira e última passagem pelo Figueirense, Guilherme Lazaroni fez 31 partidas e marcou nenhum gol, além de estar presente na equipe que venceu o Campeonato Catarinense de 2018.

### Retorno ao Portimonense
Em 13 de julho de 2018, Guilherme Lazaroni retornou ao Portimonense em definitivo, se despedindo do Figueirense depois de quase 6 anos. Assinando um contrato de 3 anos com o clube português.

### Sport
Em 31 de janeiro de 2019, Guilherme Lazaroni foi emprestado ao Sport, por um contrato até o final da temporada. Por fim, um detalhe foi determinante para o acerto com o Sport. No Figueirense, Guilherme foi comandado por Milton Cruz, que indicou o atleta. Por outro lado, podem ainda voltar a atuar ao lado de companheiros antigos. A julgar pelas palavras positivas em relação ao técnico rubro-negro, o ajuste entre eles é fator a ser ressaltado.
Em 3 de fevereiro de 2019, fez sua estreia entrando de titular em uma vitória fora de casa por 2 a 0 contra o América-PE, pelo Campeonato Pernambucano de 2019. Não foi bastante aproveitado, tendo disputado apenas 10 partidas pelo clube rubro-negro, mas no mesmo ano a sua equipe foi promovida na Série B de 2019.

### Ponte Preta
Em 19 de dezembro de 2019, o lateral foi emprestado à Ponte Preta, por um contrato até o final da temporada. Sua estreia pela Ponte Preta aconteceu em 23 de janeiro, entrando de titular em uma derrota em casa por 3 a 2 para o Santo André, pelo Campeonato Paulista de 2020. Marcou seu primeiro gol pelo clube em 25 de agosto, após uma seca de quase 3 anos sem marcar gols, em uma vitória fora de casa por 2 a 0 sobre o Afogados, pela Copa do Brasil de 2020.
Em 10 de novembro de 2020, após uma grande sequência na titularidade da Ponte Preta, Guilherme Lazaroni prorrogou o seu contrato até o fim de janeiro de 2021. Após o fim do seu contrato, Guilherme Lazaroni não renovou e saiu do clube após o fim da Série B de 2020. No total, Guilherme Lazaroni fez 42 partidas e marcou apenas um gol.

## Títulos
Tombense
- Campeonato Mineiro do Interior: 2013

Figueirense
- Campeonato Catarinense: 2014, 2018

Sport
- Campeonato Pernambucano: 2019